# 1411 w literaturze
Wydarzenia literackie w 1411 roku.

## Urodzili się
- Anioł z Chivasso, włoski kaznodzieja i pisarz (ur. 1495)
- Juan de Mena, hiszpański poeta (zm. 1456)

## Zmarli
- Chasdaj Kreskas, żydowski filozof i teolog (ur. ok. 1340)
- Jan Isner, polski teolog i pisarz kazań oraz dzieł teologicznych (ur. ok. 1345)